# Adam Abramowicz (Jesuit)
Adam Abramowicz (* 24. August 1710; † 1766) war ein polnischer Jesuit.

## Leben
Adam Abramowicz kam am 24. August 1710 zur Welt und trat im Jahre 1726 in den Orden ein. Zunächst lehrte er vier Jahre in niederen Schulen und war dann acht Jahre als Prediger tätig. Er lehrte Philosophie und Theologie.
Im Jahre 1751 wurde er Regens und erster Rektor des Collegium Nobilium in Vilnius, das er in den folgenden Jahren ausbaute. Später war er sowohl in Njaswisch als auch in Polazk und Minsk als Rektor tätig.

## Werke
- Kazania niedzielne, Vilnius 1753 (Digitalisat)